# Бролин, Томас
Пер То́мас Броли́н, То́мас Брули́н (швед. Tomas Brolin; род. 29 ноября 1969, Худиксвалль, Евлеборг, Швеция) — шведский футболист, нападающий. В составе итальянской «Пармы» — победитель Кубка Италии (1992), Кубка обладателей Кубков (1993), Суперкубка УЕФА (1993) и Кубка УЕФА (1995). Выступал за сборную Швеции. Бронзовый призёр чемпионата Европы 1992 года и чемпионата мира 1994 года, также участник чемпионата мира 1990 года.

## Клубная карьера
Первый футбольный матч в профессиональном клубе Томас Бролин провёл в 1984 году за «Насвикен» в возрасте 14 лет. После 36 игр за этот клуб в 4-м дивизионе, он был приглашён в клуб «ГИФ Сандсвалль» (который предложил контракт, позволяющий совмещать учёбу и футбол). В 1986 году он стал студентом Футбольной академии в Сандсвалле и в 1987 году начал выступать за «ГИФ».
После двух сезонов, проведённых в «ГИФ», продолжил карьеру в «Норрчёпинге».

### «Парма»
В 1990 году Бролин подписал контракт с ФК «Парма» (клуб только вышел в Серию А) и в сезоне 1990/91 забил 7 мячей. «Парма» в этом сезоне в Серии А финишировала на 5-м месте в Серии А и вышла в еврокубки.
В сезоне 1991/92 Бролин провёл 34 матча и забил 4 гола, а клуб занял 6-е место и выиграл Кубок Италии (впервые в истории). Бролин забил в Кубке 2 гола, в том числе победный мяч в ворота «Сампдории» в полуфинале (1:0).
Для выступлений в сезоне 1992/93 года «Парма» приобрела двух иностранцев: колумбийца Асприлью и аргентинца Берти. Таким образом, повысилась конкуренция за место в составе, поскольку в соответствии с правилами Серии А в составе могло быть только 3 иностранца одновременно, а в «Парме» становилось 5 легионеров (Таффарел, Грюн, Бролин). Кроме того, Асприлья фактически занял место Бролина на острие атаки, и тот вынужден был провести большую часть сезона, лишь выходя на замену. Бролин в этом сезоне провёл 22 игры (забил 4 гола), в том числе выйдя в стартовом составе победного матча за Кубок обладателей Кубков против «Антверпена» на «Уэмбли».
В сезоне 1993/94 года «Парма» проиграла в финале Кубка обладателей Кубков лондонскому «Арсеналу» (0:1). Бролин был активен на поле и мог открыть счёт в первые 15 минут (попал в штангу). Всего в том сезоне Томас Бролин провёл 29 игр и забил 5 мячей, играя в большей степени в линии полузащиты.
В ноябре 1994 года Бролин получил перелом ноги в матче отборочного турнира чемпионата Европы 1996 года. На момент травмы Бролина «Парма» лидировала в чемпионате Италии, а ко времени его возвращения в апреле 1995 года отставала от лидера (и будущего чемпиона «Ювентуса») на 8 очков.
После прихода в «Парму» Христо Стоичкова (оценка трансфера — 6,5 млн фунтов) в 1995 году и тщетных попыток Бролина обрести хорошую игровую форму, стало ясно, что он имеет туманные перспективы для попадания в состав. В ноябре 1995 года, после 5 лет проведённых в «Парме», он подписал контракт с «Лидс Юнайтед» на 2,5 года.

### «Лидс Юнайтед»
Свой первый матч за «Лидс» Бролин провёл 18 ноября 1995 года, выйдя на замену в матче с «Ньюкаслом». А первый гол состоялся 16 декабря 1995 года в матче с «Шеффилд Уэнсди». В январе 1996 года после поражения 0:5 от «Ливерпуля» Бролин поссорился с тренером Говардом Уилкинсоном, который обвинял Бролина в слабом исполнении защитных функций, наличии лишнего веса у игрока.
Окончание сезона 1995/96 Бролин провёл лишь периодически попадая в состав, выходя на замену.
Летом 1996 года Бролин отправился искать новый клуб, на что ему было выделено 3 дополнительных дня. Однако большого интереса Бролин на трансферном рынке не вызвал.
В августе 1996 года было объявлено, что Томас Бролин выставлен на трансфер и «Лидс» готов продать его за 2,5 млн фунтов, несмотря на то, что заплатил за него 4,5 млн фунтов годом ранее.
«Лидс» даже прекратил выплаты зарплаты игроку (еженедельные выплаты составляли 12 тысяч фунтов), когда тот отказался прибыть в тренировочный лагерь. 20 августа 1996 года Бролин присоединился к ФК «Цюрих», в котором провёл 3 матча (получая в это время зарплату в размере 800 долларов в неделю). Бролин хотел остаться в «Цюрихе» до декабрьского трансферного окна, но новый тренер «Лидса» Джордж Грэм захотел вернуть Бролина после аренды 30 сентября. «Лидс» выдвинул ультиматум, что Бролин обязан вернуться в клуб до 6 ноября 1996 года.
13 ноября 1996 года сорвалась сделка по аренде Бролина в «Сампдорию» из-за металлической скобы в его ноге. «Лидс» торопил Бролина вернуться в Йоркшир, чтобы провести медицинское обследование и снять все вопросы по возможным травмам, опасаясь полного завершения спортивной карьеры Бролина.
В итоге, 24 декабря 1996 года Бролин заплатил 500 тысяч фунтов из собственных средств за его аренду в «Парму» до конца сезона. Бролин тренировался с командой, периодически выходя на замену, и провёл в сумме 11 матчей.
Под конец сезона стало ясно, что «Парма» не заинтересована в покупке Бролина. Менеджеры предложили взять его в аренду для поддержания спортивной формы в знак благодарности за его многолетнюю верность «Парме».
После истечения срока аренды Бролин вернулся в «Лидс» и делал попытки перейти в другой клуб на правах аренды. Однако, сделки с «Сарагосой» и «Хартс» не состоялись и Бролин был вынужден тренироваться с дублёрами «Лидса».
Конфликтная ситуация с менеджментом «Лидса» периодически обострялась. Так, Бролин был оштрафован на 90 тысяч фунтов за пропуск матча из-за посещения 50-летнего юбилея его отца и за публичную критику тренера Джорджа Грэма.
28 октября 1997 года представители игрока и клуба «Лидс» расторгли контракт с выплатой отступных в размере 140 тысяч фунтов.

### «Кристал Пэлас»
16 ноября 1997 года Стив Коппелл из «Кристал Пэлас» предложил Бролину пройти 2-недельный испытательный срок, который начался 5 января 1998 года. Это предложение было принято и испытательный срок пройден. Бролин заключил с «Кристал Пэлас» контракт до конца сезона.
В своей третьей игре за «Кристал Пэлас» Бролин вышел в стартовом составе против «Лидса». Однако, уже через 5 минут в столкновении с Бруно Рибейро он получил удар по голове, а пока ему оказывалась помощь, «Лидс» забил гол, который так и не удалось отыграть.
13 марта 1998 года «Кристал Пэлас» проиграл «Челси» 2:6 и Стив Коппелл был отправлен в отставку. Главным тренером назначен игрок Аттилио Ломбарди. Широко распространялась информация, что Бролин будет его помощником, однако руководитель клуба Голдберг опроверг это, сообщив, что Бролин будет в большей степени переводчиком.
«Кристал Пэлас» завершил этот сезон неудовлетворительно и перешёл из английской Премьер-лиги в низший дивизион. Бролин сыграл 13 матчей, не забив ни одного мяча и клуб отказался продлевать с ним контракт.
12 августа 1998 года игрок объявил о своём уходе из профессионального футбола и провёл свой последний матч за ФК «Худиксвалль», выйдя на замену на последние 15 минут в качестве голкипера.

## Международная карьера
Томас Бролин привлекался к играм за национальную сборную Швеции с 1990 года. На чемпионате мира 1990 года Швеция проиграла все матчи, но Бролин забил гол в ворота Бразилии. После этого к нему был проявлен высокий интерес со стороны европейских клубов и заключён контракт с «Пармой» (трансфер оценивается в 1,2 млн фунтов), а также в этом году он признан футболистом года в Швеции.
На чемпионате Европы 1992 в Швеции Бролин забил 3 гола и стал одним из лучших бомбардиров турнира.

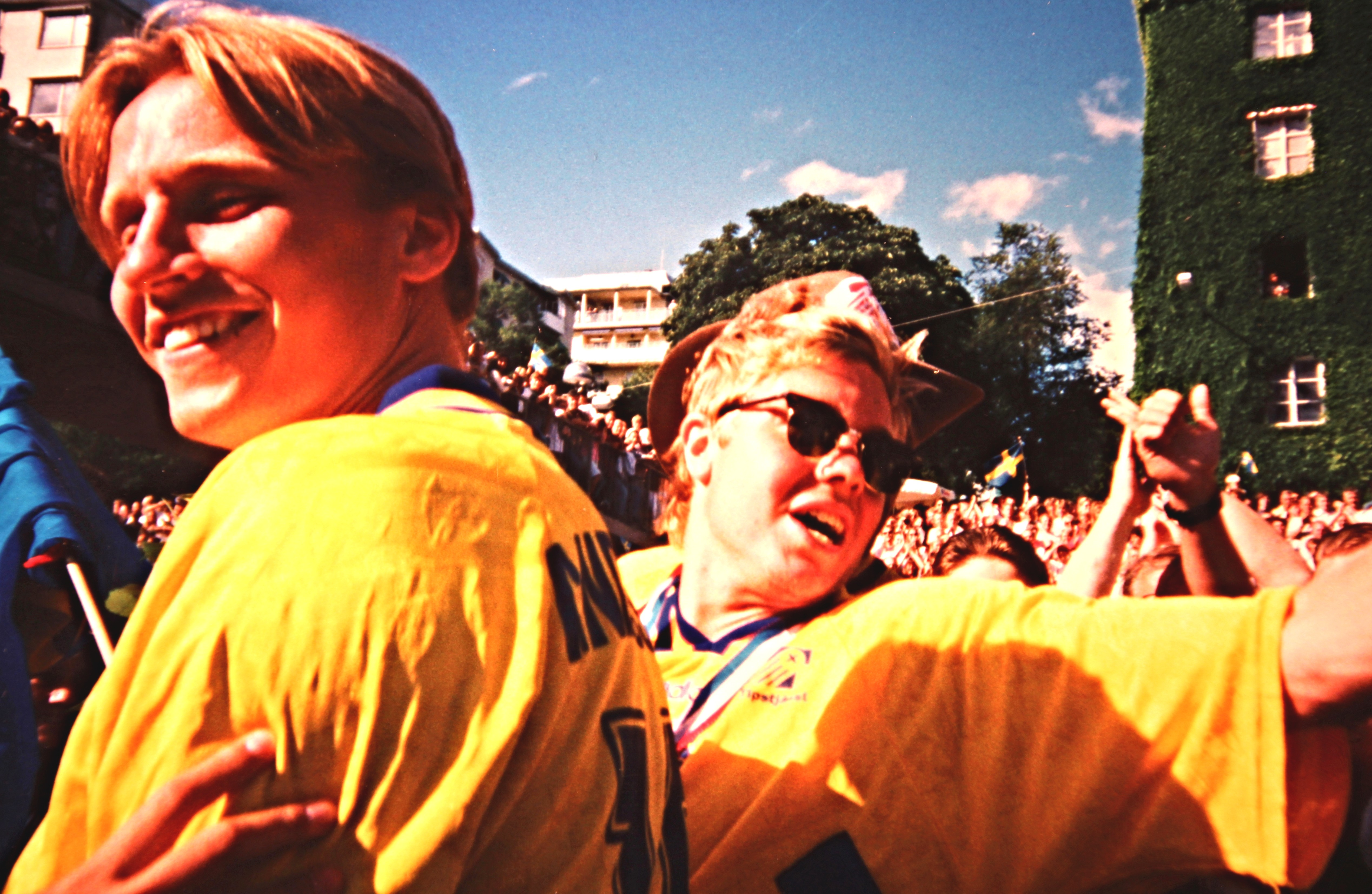
Томас Бролин (справа) празднует удачное выступление сборной Швеции на чемпионате мира 1994

Наиболее удачным периодом выступлений Бролина за национальную команду является финальная стадия чемпионата мира 1994, в котором Швеция заняла 3-е место. Бролин забил на турнире 3 гола, причём один из них в ворота Румынии в 1/4 финала стал знаменитым (при розыгрыше свободного удара Мильд вместо удара сделал пас, обводящий стенку, а Бролин, который стоял в стенке, выскочил на этот мяч, ударил сходу и забил с острого угла). По итогам турнира Бролин вошёл в символическую сборную чемпионата мира 1994.
В 1994 году Бролин второй раз был признан футболистом года в Швеции.
Во время отборочного турнира к Евро-96 Бролин был травмирован. Команда не смогла выйти в финальную стадию турнира.
Суммарно Бролин забил за сборную Швеции 26 голов в 47 играх (сам Бролин утверждает, что забил 27 мячей, так как неверно указано авторство гола в матче 1991 года против Норвегии, который записан на Роланда Нильссона).

## После футбола
После ухода из профессионального спорта Бролин открыл итальяно-шведский ресторан «Undici» («Ундичи»), что переводится с итальянского как «11» — номер, под которым Бролин играл за «Парму».
С 2006 года Бролин является активным участником международных турниров по покеру.

## Достижения

### Командные
Парма
- Победитель Кубка обладателей кубков УЕФА: 1993
- Обладатель Суперкубка УЕФА: 1993
- Обладатель Кубка УЕФА: 1995
- Обладатель Кубка Италии: 1991/92

Сборная Швеции
- Бронзовый призёр Чемпионата мира 1994

### Личные
- Футболист года в Швеции: 1990, 1994
- Лучший бомбардир чемпионата Европы: 1992 (3 гола)
- Входит в символическую сборную чемпионата мира: 1994